# غیچک تاجیکی
غیچک یکی از آلات موسیقی سنتی تاجیکستان وتاجیک های سمت شمال افغانستان است در افغانستان هنرمندان  بدخشان، تخار، بغلان، پنجشیر، کندز و بلخ آن را می نوازند.
غیچک با آلات دیگر چون داریه، زیر بغلی، دنبوره و چنگ یکجا نواخته می شود و گاهی هم به تنهایی نواخته می شود.

## شکل ساز
غیچک را از آهن چادر یا بشکه‌های آهنی مستطیل‌شکل (راست‌گوشه) که به یک چوب صیقل‌شده وصل است، درست می‌کنند.
این ساز محلی‌ به دست خود مردمان محل ساخته می‌شود؛ دسته‌اش را نجار و «قوطی»‌اش را حلبی‌ساز می‌سازد. با «آرشه» نواخته می‌شود و سیمش نیز فولادی است.

## خاستگاه
باشنده‌گان تخار و بدخشان در شمال افغانستان، غیچک ساز «انجمن‌آرا»ی محافل خوشی آن‌هاست و مخاطبان این ساز بیش‌تر روستانشینان اند.
غیچک را از آهن چادر یا بشکه‌های آهنی مستطیل‌شکل (راست‌گوشه) که به یک چوب صیقل‌شده وصل است، درست می‌کنند.
در بیش‌تر روستاهای دورافتادۀ ولایت‌های تخار و بدخشان، غیچک‌نواز و دوتارنوازی که زبان‌زد اهالی روستاست، بر ایوان‌های کلان، محل تجمع اهالی روستا می‌نشینند و در روزهای خاص برای مردم دِه هنرنمایی می‌کنند.
بیش‌تر غیچک‌نوازان و دوتارنوازان نامدار شمال از روستاها برخاسته اند و پیشۀ اصلی‌شان کشاورزی و دام‌داری است
بیش‌تر هنرمندان و آهنگ‌سازان محلی نیز از این ساز کار می‌گیرند. هنرمندان غیچک‌نواز اکثراً چهارپاره‌های شاعران بزرگ زبان پارسی؛ مانند حکیم عمر خیام را می‌خوانند.
از غیچک‌نوازان نامدار شمال می‌توان استاد درمحمد کشمی، عبدالرحیم چاه‌آبی و امان‌الله فرخاری را نام برد .
غیچک آلهء موسیقی خیلی ساده و ابتدایی است که مردم محل خود آن را می سازند و امروز کسانی هستند که به این نوع آلات موسیقی توجه نموده و تلاش به خرچ می دهند تا بجای وسایل ابتدایی از وسایل مدرن در ساختن غیچک کار بگیرند.